# Рогатина

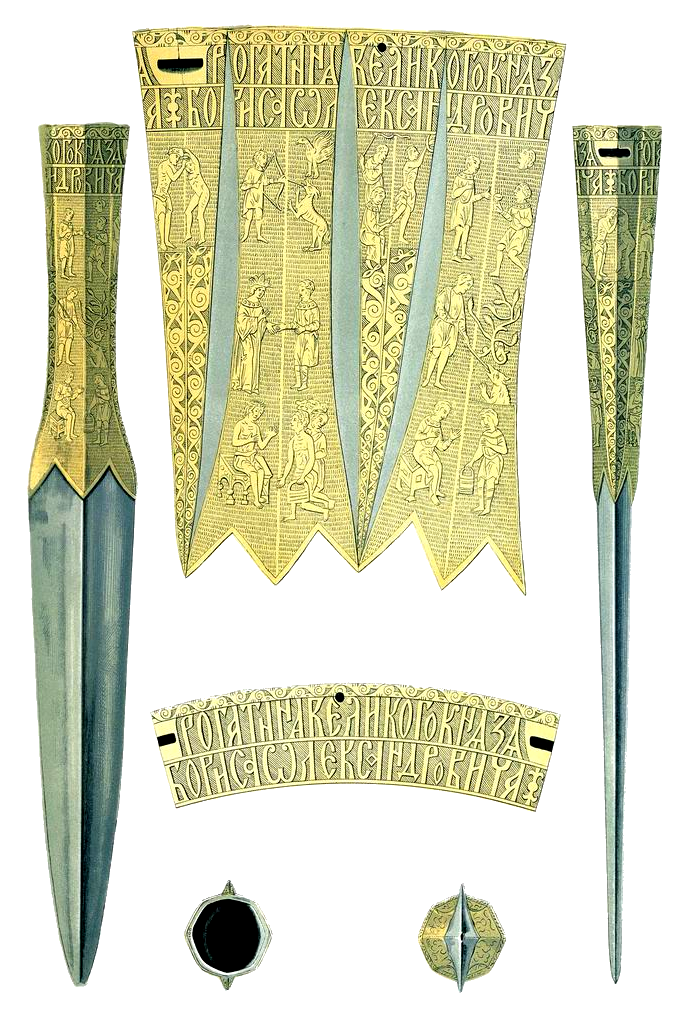
Наконечник рогатины тверского князя Бориса Александровича, около 1450 г.

Рога́тина (рогатыня) — славянское тяжёлое копьё для рукопашного боя или для охоты на крупного зверя.
Отличается большим широким обоюдоострым наконечником. Согласно словарю Даля, «рогатина — род копья, долгого бердыша, широкий двулезный нож на древке; …с рогатиной ходят только на медведей, приделывая к древку, под копьём, поперечину, за которую медведь сам хватается, когда лезет на рогатину. Рогатенник, рогатник — воин либо охотник, медвежатник с рогатиною».

## Охотничьи рогатины

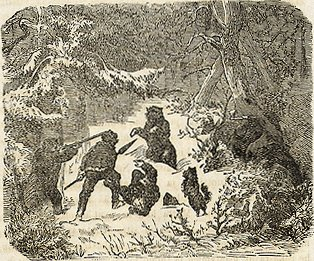
Медвежья охота

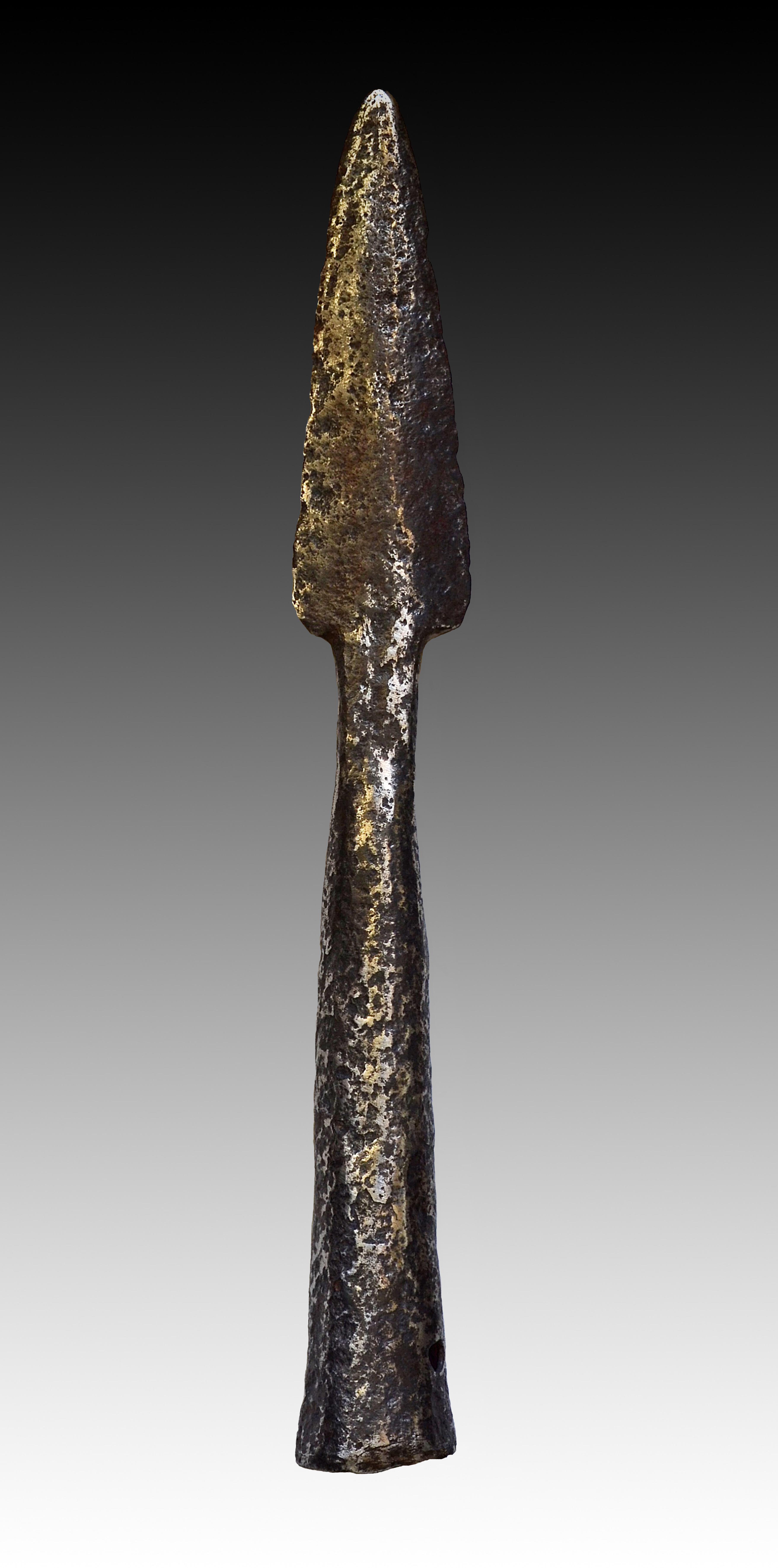
Наконечник рогатины. Кострома. XV—XVI века

С рогатиной шли на крупного и опасного зверя (медведь, тур, кабан), поскольку она рассчитана на нанесение широкой и глубокой раны. При ударе её удерживали двумя руками. Ниже наконечника зачастую находилась крестовина, препятствующая слишком глубокому проникновению оружия в рану с целью удерживать зверя на безопасном расстоянии. Острый наконечник или вся конструкция назывался рожон (известна пословица «лезть на рожон»). Древко рогатины — искепище — было примерно в рост человека, его делали достаточно толстым и прочным, чтобы можно было принять нападающего зверя на рогатину, уперев конец древка в землю.

Рогатина — было оружие подобное копью, но с широким, плоским и на обе стороны острым пером, которое у этого рода оружия называлось собственно рогатиной. Под рогатиной находилось яблоко, а под ним тулея, насаженная на древко или искепищу. Чтобы ратнику легче было держать оружие, к искепищу приделывались по два и по три металлических сучка, а у богатых людей оно обматывалось золотым или серебряным галуном, шёлковой тесьмой, ремнями и т. п.
— П. П. фон Винклер «Оружие. Руководство к истории, описанию и изображению ручного оружия с древнейших времён до начала XIX века»
В 1255 году Даниил Галицкий, охотясь на вепрей, «сам же уби их рогатиною три».
Наиболее известна рогатина тверского князя Бориса Александровича, относящаяся к первой половине XV века. На втулке сделаны изображения, смысл которых в настоящее время неизвестен — они связаны либо с христианскими мотивами, либо с событиями из тверской жизни. Эта рогатина в описи Оружейной палаты 1678 года записана третьей: «Рогатина булатъ красной, тулея обложена серебромъ рѣзным золоченым — рѣзаны травы и люди и птицы; на тулеѣ на краю двѣ строки подпись: Рогатина Великого Князя Бориса Александровича». Она была оценена в 400 рублей.
Упоминаются также чисто охотничьи рогатины: «Четыре рогатины стальные, Московское дело, медвежьих … цена им по полтине».

Лубочная картинка «Охотник медведя колет, а собаки грызут»

Охотничьи рогатины применялись достаточно часто при охоте на медведя вплоть до конца XIX — начала XX века.

А медведиха осержалася,

На дыбы подымалася.

А мужик-от он догадлив был,

Он пускался на медведиху,

Он сажал в неё рогатину

Что повыше пупа, пониже печени.

Грянулась медведиха о сыру землю,

А мужик-то ей брюхо порол,

Брюхо порол да шкуру сымал…
— А. С. Пушкин, «Сказка о медведихе»
«Медвежьи копья» (нем. Bärenspieß, англ. Bearspear) были известны и в Западной Европе, но встречались там крайне редко.

## Боевые рогатины

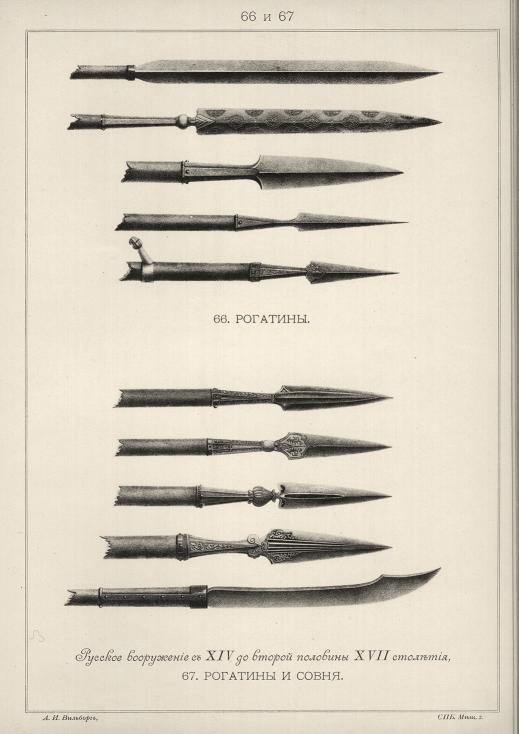
Наконечники рогатин (за исключением нижнего — совни)

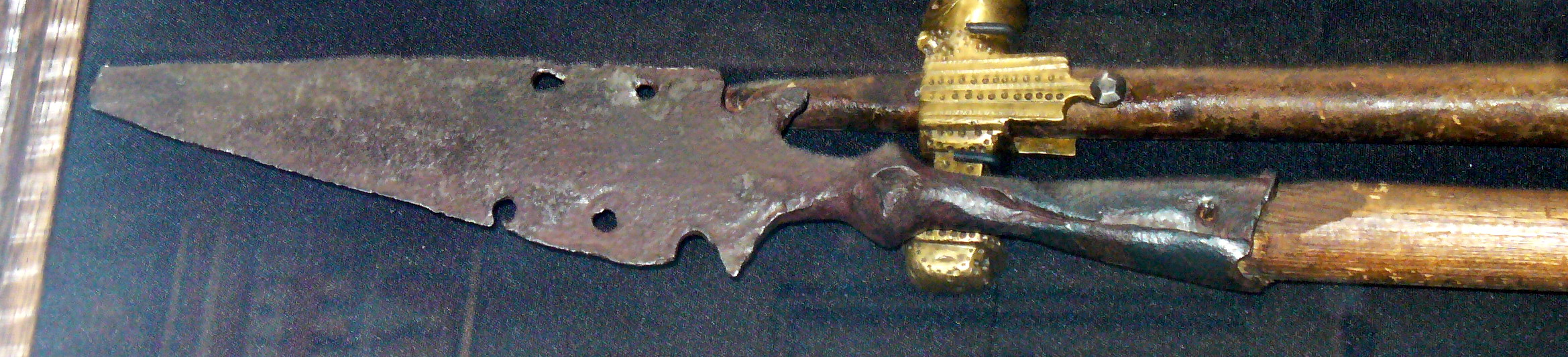
Рогатина XVII века, Россия

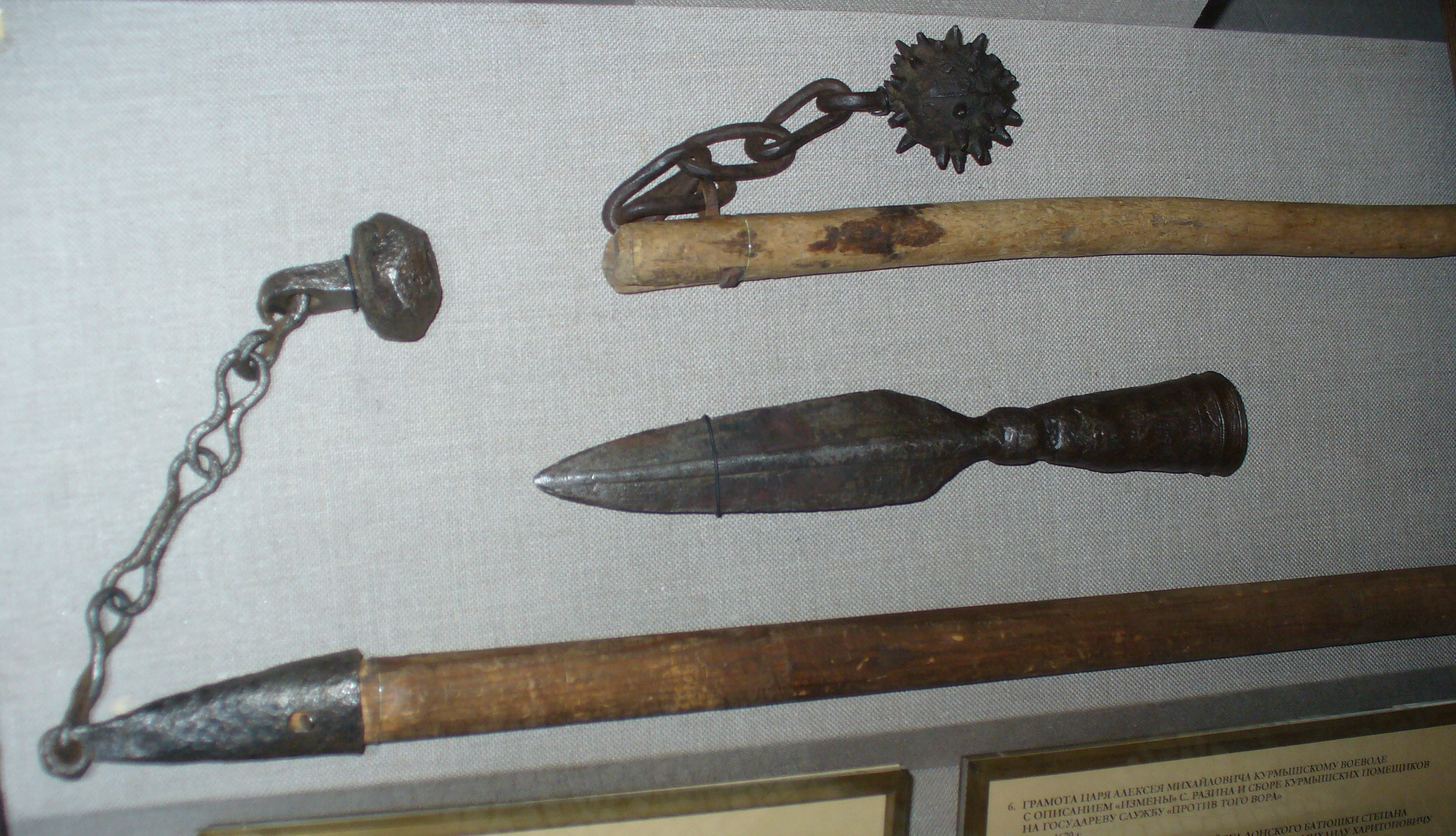
Боевые цепы и наконечник рогатины XVII века

Рогатины являлись универсальным колюще-рубящим оружием и в силу своей тяжести обладали большой пробивной силой. Стальные наконечники рогатин отличались большим размером и, как правило, лавролистной формой. Их длина (вместе со втулкой) колебалась от 20 до 60 см, а ширина иногда достигала 7 см. Диаметр втулки составлял 3—5 см. Масса составляла около 700—1000 г, в то время как масса наконечников обычных копий — 200—400 г. Среди древнерусских копий нет более тяжёлых, мощных и широких наконечников, чем рогатины.
А. Н. Кирпичников относит подобные рогатины к копьям с пером лавролистной формы (тип IVA): «Криволинейный изгиб края лезвия отличается большой плавностью и симметрией. Возникновение этих наконечников с плавно заострённым пером и усилением в месте соединения пера и тульи свидетельствует об увеличении прочности и ударной мощи колющего оружия».
Появление рогатины датируется XII веком, что согласуется с письменными источниками. Её первое упоминание как боевого оружия относится к 1149 году (Лаврентьевская летопись). Летописи упоминают боевое применение рогатины в неудачной битве 1377 года русских с татарским ханом Арапшей (Никоновский список), в походе 1444 года Василия Тёмного на татар.
С XVI века рогатины применялись и в поместной коннице. Например, на Серпуховском смотре 1556 года у людей было около 200 копий и около 70 рогатин. Однако свойства этих рогатин неизвестны.
Из более чем 200 исследованных наконечников копий, относящихся к XV—XVII векам, к рогатинам были отнесены 93. Если в XV—XVI веках они очень близки к домонгольским рогатинам, то в XVII веке появляются новые типы.
Сохранились также рогатины с мечевидными наконечниками. Длина клинка составляла локоть и более, ширина — 3—4 пальца, толщина — 1—1,5 пальца, длина втулки составляла 2 ладони. По мнению Висковатова, именно они использовались в коннице.
Боевые рогатины с успехом применялись как пешими, так и конными воинами. С помощью рогатин останавливали боевых коней, справлялись с ратниками в доспехах всех степеней защиты. В русской армии находили применение вплоть до конца XVII века. В начале XVIII века они окончательно исчезают из вооружения армии и далее используются исключительно как охотничье оружие.

## Описания рогатин
Интересные сведения о конструкции рогатин имеются в описях:
«Рогатина булатная, прорезная, яблочко наведено золотом, под яблочком долики, по тулее путики золочёны, искепище кость белая чешуйчатая, на искепище яблочко с трубкою, три сучка серебряные золочёны, ушки шиты волочёным золотом и серебром по алому гзу; кляп серебряной, вооруда тесма шолк зелёной с золотом. А по нынешней переписи 1687 года и по осмотру, та рогатина против прежних переписных книг сошлась; цена шестьдесят рублёв, а в прежней описной книге написана пятая».
«Рогатина булатная прорезная, в прорези катаются два зерна бурмицкие, тулея стерта на грани, промеж граней путики золочёны, на кольце травочки наведены золотом, поверх тулеи яблочко и повыше яблочка наведено золотом же. А по нынешней переписи и по осмотру, та рогатина против прежних переписных книг сошлась, искепище костеное слоновое белое резное воловатое; тесма шолк червчат с серебром, ушки шиты по зелёному отласу пряденым золотом; кляп серебряной, три сучка серебряные золочёны, яблочко серебреное ж золочёно; цена шестьдесят рублев, а в прежней описной книге написана шестая».
Церемониальную рогатину, помимо прочего оружия, несли подрынды за царём.
В описи имущества Бориса Годунова упоминаются: «Рогатина Английская, по скепищу четыре прута железных, гвоздье медяно. Рогатина Немецкая, нараскос наведена золотом, у ней кисть шолк червчат с золотом, скепищо деревянное чорно тощо жолобчато. Рогатина Немецкая, травы резаны на проем и золочёна, у ней кисть шолк червчат с золотом, скепищо деревянное чорно тощое грановито. Рогатина Московская, наведена золотом, на тулье подпись слова имя Бориса Федоровича; скепищо язовое».

## Рогтица, рогдица и др
В «Ипатьевской летописи» под 1256 годом говорится: «Он же воинъ управи десьницю свою, иземь рогтичю ис пояса своего, далече вергъ, срази князя ятвяжьского с коня своего». Здесь рогтица (рогтича, рогтичя) на первый взгляд предстаёт лёгким метательным оружием, чем-то наподобие сулицы, носимой в поясном туле. Однако по мнению А. Н. Кирпичникова, основанному на той же Ипатьевской летописи, это оружие ударно-раздробляющего типа вроде дубины или палицы: «В XI—XIII вв. предметы этого рода, служившие для военных целей, имели наименование рогвица, роговица, рогдица, рогтича. В бою рогдицей (носилась у пояса) стремились ударить по голове и даже швыряли в противника». У Кирпичникова указано также, что слово это греческого происхождения, но у Срезневского этого нет: «Рогъдица, рогдица, рогтица — палица, палка, дубина». П. П. фон Винклер, вероятно, ошибочно приравнял рогтичю к рогатине.
При этом в польском языке слово rohatyna («рогатина») заимствовано из русского, а rogacina обозначает наконечник стрелы в геральдике.
В Великом Новгороде есть улица под названием Рогатица, в Боснии — городок Рогатица.

## В Скандинавии

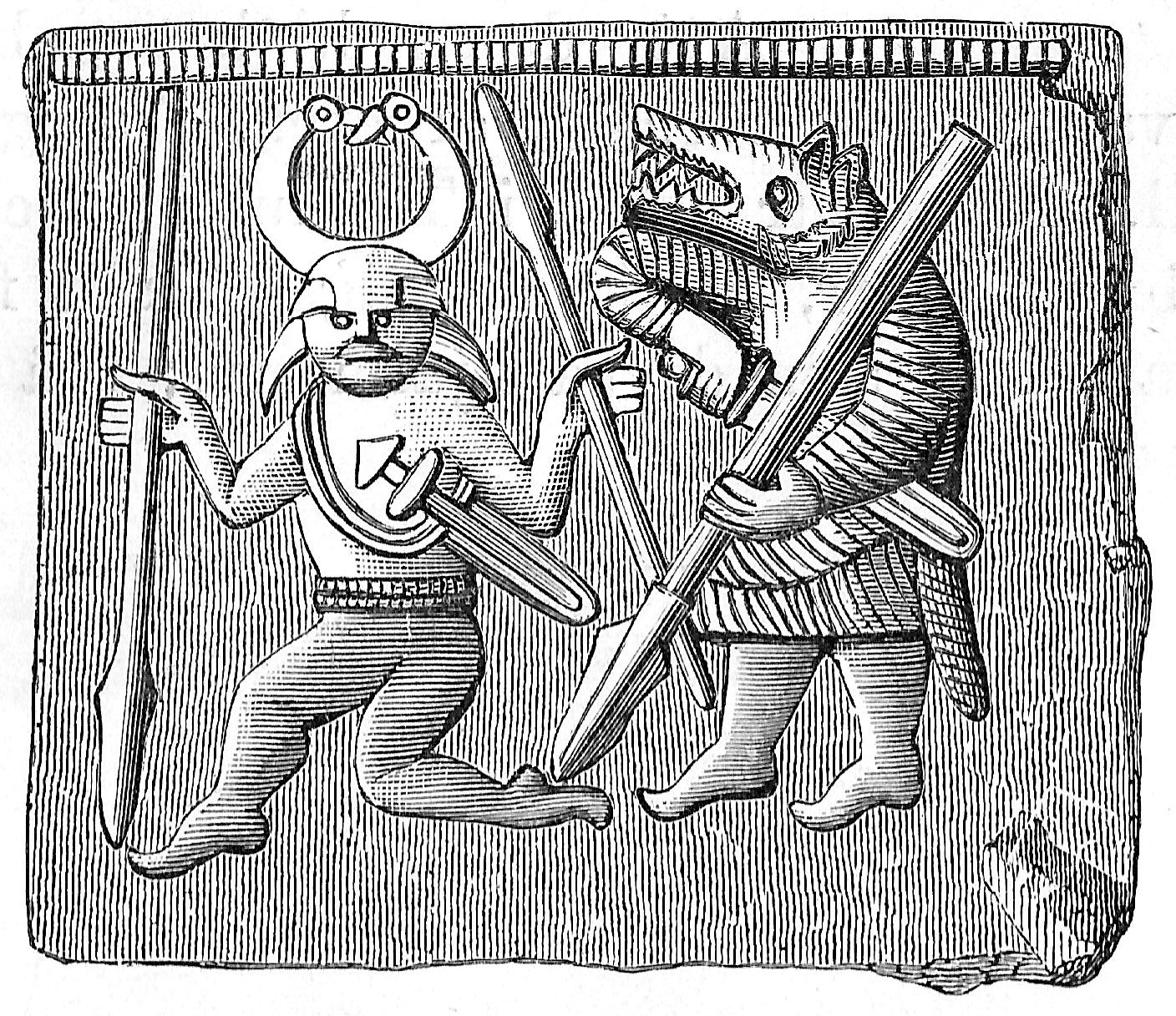
Бронзовая пластинка VIII века с острова Эланд, Швеция

Подобные копья были известны у древних скандинавов. Отличительной особенностью была длинная, до полуметра, втулка и более короткое (20 см) перо. Скандинавы называли такое копьё «кол в броне» и использовали преимущественно врукопашную. Викинги часто украшали орнаментальной серебряной насечкой втулку наконечника копья, что и позволяет отличать копья западного происхождения: у славян такого обыкновения археологи не прослеживают.

Наконечник копья был длиной в два локтя, и сверху у него было четырёхгранное остриё. Верхняя часть наконечника была широкой, а втулка — длинная и толстая. Древко было такой длины, что стоя можно было рукой достать до втулки. Оно было очень толстое и оковано железом. Железный шип скреплял втулку с древком.
— «Сага об Эгиле»
Вот как им сражались:

Торольв так разъярился, что забросил щит себе за спину и взял копьё обеими руками. Он бросился вперёд и рубил и колол врагов направо и налево. Люди разбегались от него в разные стороны, но многих он успевал убить.

Длинная втулка давала преимущество перед воином, вооружённым мечом, поскольку от столкновения с толстым наконечником меч мог сломаться. Бой подобным оружием показан в финальной сцене фильма «Саги о викингах».
Викинги применяли такие копья как при боях на суше, так и при морских боях. Броском «кола в броне» во вражеский корабль хёвдинг начинал абордажный бой.
Однако если «кол в броне» является легендарным оружием, то позднейшие шведские перья реально применялись, а кроме того, служили подпоркой при стрельбе из мушкета.